# カトリックソウル大司教区

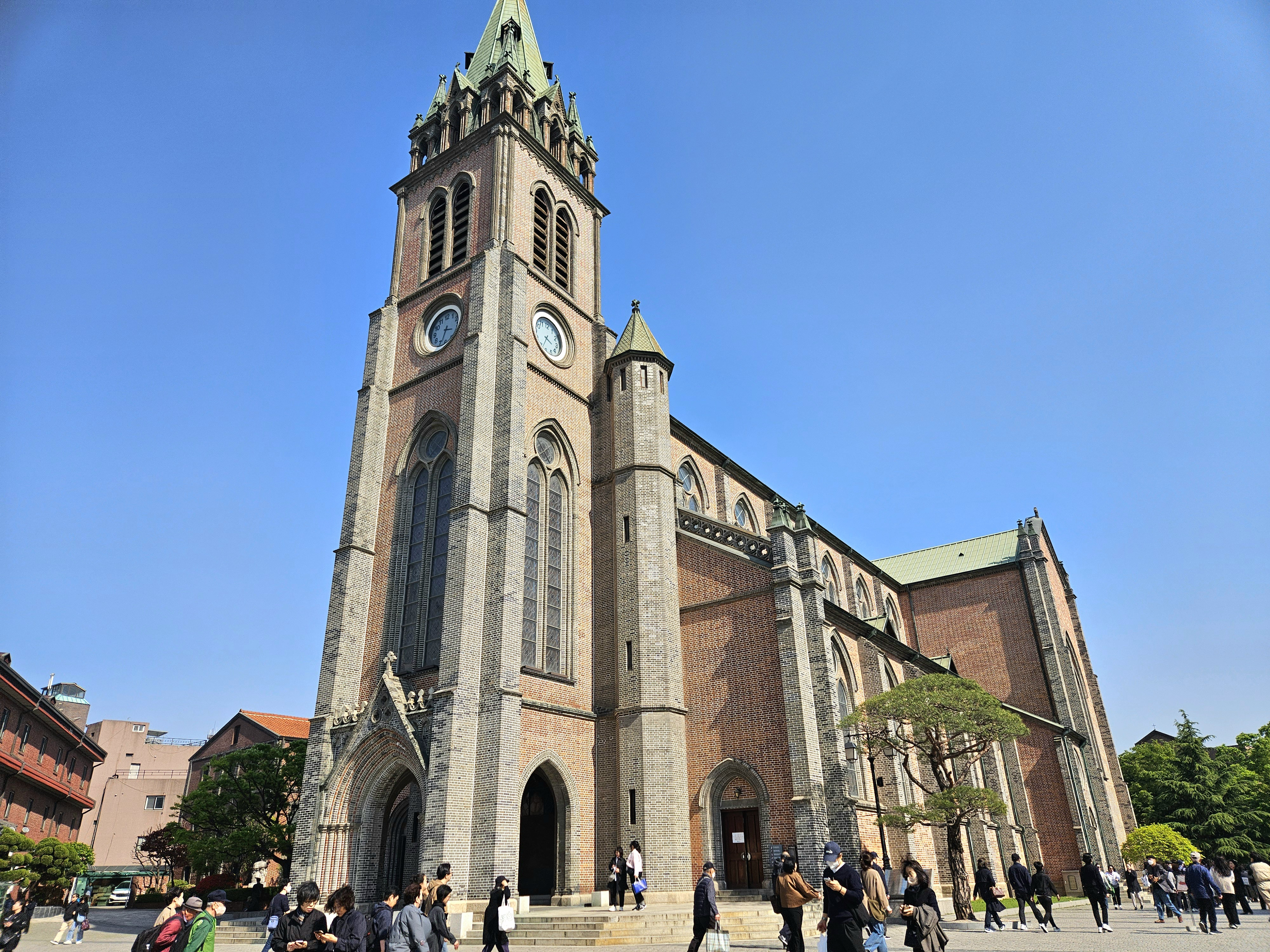
ソウルカテドラル明洞聖堂

カトリックソウル大司教区（韓: 천주교 서울대교구、羅: Archidioecesis Seulum、英: Archdiocese of Seoul）は、大韓民国 ソウル特別市を管轄区域とするキリスト教カトリック教会の大司教区。大司教座聖堂は聖母マリア無原罪のおんやどり明洞大聖堂。

## 統計
| 番号 | 項目           | 数値        |
| ---- | -------------- | ----------- |
| 1    | 信徒数         | 1,534,899名 |
| 2    | 司教および司祭 | 891名       |
| 3    | 小教区         | 231箇所     |

（2017年現在）

## 沿革
- 1779年 - 京畿道広州にある天眞菴でキリスト教書籍の学習会が開かれた。参加したのは李蘗、権日身、丁若銓ら南人派の若者たちであった。
- 1784年 - 南人派の李承薰が北京の北天主堂でフランス人司祭のグラモン (Louis de Grammont)神父から洗礼を受けた。李承薰は多くの教理書や聖書、十字架、聖像、ロザリオなどを朝鮮に持ち帰った。
- 1785年 - 漢城（現在のソウル）の明礼坊（現在の明洞）にある中人階級の訳官　金範禹の家を教会堂にして数十名が集まり礼拝を始めた。
- 1788年 - 朝鮮人信徒たちが神父の派遣を北京主教ド・グーベアに要請し承認を受けた。
- 1795年 - 清国から周文謨神父が朝鮮にひそかに入国して宣教活動をするなど、両班層や庶民層にキリスト教が広まった。
- 1831年 - 9月9日、教皇庁は朝鮮使徒座知牧区を設立し、宣教と司牧をパリ外国宣教会に委託された。
- 1911年 - 朝鮮使徒座代理区をソウル使徒座代理区、大邱使徒座代理区の2区に分割。ソウル代理区は忠清道以北地方を管轄区域とした。
- 1942年 – パリ外国宣教会の手を離れて邦人教区となる。
- 1962年 – 3月10日、教皇庁は韓国全土に教階制（ヒエラルキー）を実施。ソウル使徒座代理区はソウル大教区に昇格した。ソウル大教区初期の管轄範囲はソウル、春川、仁川、大田、平壌、咸興および陸豊一帯を含んでいた。

## 歴代教区長
- 初代 - バルテルミー・ブリュギエール（パリ外国宣教会）1831年 - 1835年
- 2代 - ローラン・アンベール（パリ外国宣教会）1835年 - 1839年
- 3代 - ジャン・フェレオル（パリ外国宣教会）1839年 - 1853年
- 4代 - シメオン＝フランソワ・ベルヌー（パリ外国宣教会）1854年 - 1866年
- 5代 - アントワーヌ・ダブリュイ（パリ外国宣教会）1866年
- 6代 - フェリックス＝クレール・リデル（パリ外国宣教会）1869年 - 1884年
- 7代 - マリー・ジャン・ギュスタヴ・ブランク（パリ外国宣教会）1884年 - 1890年
- 8代 - ギュスタヴ・ムィテル 1890年 - 1933年
- 9代 - アドリアン・ジョゼフ・ラリボ 1933年 - 1942年
- 10代 - パウロ盧基南 1942年 - 1967年
- 11代 - ステファノ金寿煥 1968年 - 1998年
- 12代 - ニコラス鄭鎭奭 1998年 - 2012年
- 13代 - アンデレ廉洙政 2012年 - 2021年
- 14代 - ペトロ鄭淳澤（英語版） 2021年 - 現在